# Stella Mwangi
Stella Nyambura Mwangi, vagy művésznevén STL (Nairobi, 1986. szeptember 1. –) norvég–kenyai énekesnő.
A 2011-es Melodi Grand Prix-t megnyerte az angol és szuahéli nyelvű, Haba haba című dalával, így ő képviselhette Norvégiát az Eurovíziós Dalfesztiválon. A dal a 2011. május 10-i első elődöntő második produkciója volt, azonban nem jutott tovább a döntőbe.

## Kislemezek
- 2008 - Living for Music

## Fordítás
- Ez a szócikk részben vagy egészben  a   Stella Mwangi című angol Wikipédia-szócikk fordításán alapul.  Az eredeti cikk szerkesztőit annak laptörténete sorolja fel. Ez a jelzés csupán a megfogalmazás eredetét és a szerzői jogokat jelzi, nem szolgál a cikkben szereplő információk forrásmegjelöléseként.